# Out of a Dream
Out of a Dream è il secondo album in studio della cantante di musica country statunitense Reba McEntire, pubblicato nel 1979.

## Tracce
Side 1
1. (I Still Long to Hold You) Now and Then – 2:33 (Jerry Fuller)
2. Daddy – 3:05 (Reba McEntire)
3. Last Night, Ev'ry Night – 2:59 (Bob Morrison, Jim Zerface, Bill Zerface)
4. Make Me Feel Like a Woman Wants to Feel – 2:38 (Dana Collins)
5. That Makes Two of Us (con Jacky Ward) – 2:55 (Fuller)

Side 2
1. Sweet Dreams – 2:59 (Don Gibson)
2. I'm a Woman – 3:48 (Jerry Leiber, Mike Stoller)
3. Rain Fallin' – 3:17 (Charlie Black)
4. Runaway Heart – 2:56 (Paul Harrison)
5. It's Gotta Be Love – 2:44 (Terry Skinner, J. L. Wallace)